# Yamaha XT 400
La XT 400 est un trail, apparu au catalogue du constructeur japonais Yamaha dans le courant de l'année 1981.

## Description
Un autre modèle également dénommé « XT 400 » avait fait l'objet d'une production antérieure. Ce modèle était en fait une XT 500 munie d'un moteur de cylindrée réduite, et a été rapidement abandonné pour faire place à la nouvelle XT 400, qui est commercialisée six mois après la XT 550. La XT 400 et la XT 550 partagent la plupart de leurs éléments, et ne sont pas dépourvues de qualités (carburateur double-corps à ouverture différenciée, culasse quatre soupapes, suspension en évolution par rapport aux modèles antérieurs, etc.). Ces deux modèles ne connaîtront malgré tout qu'un succès mitigé face à la XT 600, qui arrive sur le marché à la fin de l'année 1982.
D'une conception simple, le moteur monocylindre quatre temps de 399 cm3, refroidi par air, délivre 31 ch (22 kW) à 7 000 tr/min et offre un couple de 31 N m à 6 000 tr/min.
Côté partie-cycle, on retrouve un cadre simple berceau, une fourche télescopique, et une suspension arrière de type cantilever munie d'un monoamortisseur. Les deux freins avant et arrière sont à tambour.